# Bernadette Robert
Bernadette Robert (* 1946) ist eine französische Schauspielerin.

## Leben
Bernadette Robert begann ihre Laufbahn am Theater. Nach einem Fernsehfilm debütierte sie im Kino 1967 in Michel Boisronds Agentenfilm Der goldene Schlüssel. 
Popularität brachte ihr die 1967 gedrehte und 1969 ausgestrahlte Serie Les oiseaux rares: In 60 Episoden strapazierte sie mit ihren vier Schwestern (u. a. Claude Jade und Dominique Labourier) mit anarchistischen Späßen die Nerven der gutbürgerlichen Gesellschaft. Nach Nebenrollen in Filmen von Louis Malle (Herzflimmern) und Yves Robert (als Jean Rocheforts junge Frau Rose in Mach’s gut, Nicolas) hat sie 1972 die Rolle der Catherine im Fernsehfilm 8 femmes übernommen (ihre Rolle wurde 1998 in der Kinoversion Acht Frauen von Ludivine Sagnier gespielt). 
In den 1970er Jahren spielte sie u. a. neben Peter Ustinov in der Komödie Nous maigrirons ensemble, sie übernahm eine Hauptrolle in Les onze mille verges und eine Nebenrolle als Lucette an der Seite von Jean-Paul Belmondo in Der Unverbesserliche. Bernadette Robert arbeitete neben Fernsehen und Kino weiterhin für das Theater.
Während sie in den 80er und 90er Jahren in kleineren Rollen in Fernsehfilmen auftrat, verschaffte ihr Jean-Pierre Mocky 2003 ein Kino-Comeback in Le furet.

## Filmografie (Auswahl)
- 1967: Der goldene Schlüssel (L'homme qui valait des milliards)
- 1969: Les oiseaux rares (Fernsehserie, 34 Folgen)
- 1973: Mach’s gut, Nicolas (Salut l’artiste)
- 1975: Der Unverbesserliche (L’Incorrigible)
- 2003: Le furet